# Franc Košir (carinik)
Franc Košir, slovenski carinik in generalni direktor Carinske uprave Republike Slovenije (1991-2007), predsednik Rdečega križa Slovenije (2009-2014), * 4. september 1942, † 31. december 2014
Franc Košir se je rodil v Mavčičah na Gorenjskem. Svojo poklicno pot je začel kot orodjar v Iskri. Po razpisu štipendije Zvezne carinske uprave nekdanje SFRJ je nadaljeval s šolanjem in se zaposlil kot carinik. V carinsko službo je prišel leta 1969 in v njej ostal skoraj štirideset let. V njej je pričel delati na položaju najnižjega uradnika in postopoma napredoval v svoji karieri. Že leta 1974 in 1975 je vodil ustanavljanje osrednjega slovenskega carinskega računalniškega centra. Nato je napredoval do pomočnika upravnika carinarnice in kasneje še na položaj upravnika Carinarnice Ljubljana. Bil je najmlajši od 43 upravnikov carinarnic v tedanji Jugoslaviji. Kot upravnik najpomembnejše slovenske carinarnice je bil Franc Košir že zgodaj vključen v proces slovenskega osamosvajanja. V Beogradu so že v januarju 1991. leta vedeli, da je prav on glavni organizator nastajajoče slovenske carinske službe. 5. maja 1991 so se upravniki carinarnic na področju tedanje SRS sestali skupaj z Igorjem Bavčarjem, ki je bil takrat sekretar za notranje zadeve, in se med drugim dogovorili, da bo prvi direktor slovenske carine postal prav Franc Košir. Franc Košir je Carinsko upravo Republike Slovenije vodil od 25. junija 1991 do 23. novembra 2007- dolgih  šestnajst let, v slovenski državni upravi pa poleg njega ni nobenega direktorja tako pomembnega sektorja, ki bi se na vodilnem mestu uspel obdržati tako dolgo; na Davčni upravi Republike Slovenije  npr. se je v tem času npr. izmenjalo pol ducata direktorjev. V času njegovega vodenja carinske službe je Republika Slovenija zaradi vstopa v Evropsko unijo  01.04.2015 izgubila vse kopenske carinske meje razen tim. »južne« meje z Republiko Hrvaško. Po upokojitvi ga je na mestu generalnega direktorja carinske službe nadomestil Rajko Skubic.
Leta 2009 je bil Franc Košir izvoljen na mesto predsednika Rdečega križa Slovenije (RKS), v času njegovega predsedovanja  pa je RKS podvojil število ekip prve pomoči na več kot 600 usposobljenih laičnih reševalcev.

## Odlikovanja in nagrade
Leta 1997 je prejel srebrni častni znak svobode Republike Slovenije z naslednjo utemeljitvijo: »za zasluge pri pripravah na osamosvojitev slovenske carinske službe ter za prispevek pri njeni organiziranosti in delovanju v novi državi Republiki Sloveniji«.